# Коростишівська вулиця (Житомир)
Коростишівська вулиця — вулиця в Корольовському районі міста Житомир.

## Розташування
Знаходиться на теренах Смоківки — Мар'янівки. Північна частина вулиці пролягає також у хуторі Затишшя.
Бере початок від Київського шосе, прямує на північний захід та завершується глухим кутом. Має перехрестя з вулицею Саєнка. Від вулиці беруть початок провулок 1-й Степовий, проїзди Радомишльський та Професора Арциховського.

## Історія
Станом на початок Другої світової війни наявна ділянка вулиці, тоді безіменна дорога, між нинішніми Київським шосе та вулицею Саєнка. На північ від нинішньої вулиці Саєнка (старої дороги на Київ), дорога продовжувалася до хуторів Чешейка-Сохацького (Соха-Чешейка), Харченка (нині Світин), прямуючи крізь колишні хутори Здаєвського (розташовувався на місці нинішнього обласного педагогічного ліцею), Гловацього (хутір Левківської волості Житомирського повіту, що розміщувався між нинішніми вулицями Саєнка, Коростишівською й Світинською). Дорога та декілька дворів навколо неї показані на мапі 1909—1913 рр. Дорога була криволінійної конфігурації на плані; до її складу входив нинішній Радомишльський проїзд.
Напередодні Другої світової війни сформована багатоповерхова житлова забудова на початку вулиці, окремі садиби на північ від нинішньої вулиці Саєнка, вздовж старої дороги у напрямку Світина (нині № 4, 6), а також старий корпус на території нинішнього ліцею-інтернату для обдарованих дітей.
У 1957 році побудовано ділянку вулиці на північ від нинішньої вулиці Саєнка. Стару дорогу у напрямку Світина ліквідовано (окрім Радомишльського проїзду). До 1968 року новозбудована дорога була безіменною; садиби вздовж неї мали адреси «Хутір Затишшя». У 1968 році дорога отримала назву 4-й Старокиївський провулок.
Станом на 1968 рік житлова забудова вулиці переважно сформована, окрім житлових будинків котеджного типу, що побудовані у 1990-х — 2010-х роках між 1-м Степовим провулком та Радомишльським проїздом.
У 1995 році 4-й Старокиївський провулок отримав назву Коростишівська вулиця. У 1996 році з неї виділено Радомишльський проїзд.